# California-Effekt
Als California-Effekt oder englisch California Effect wird die Übernahme strengerer lokaler Vorschriften durch eine bislang weniger strenge übergeordnete Gesetzgebung oder Normung bezeichnet, zum Beispiel Übernahme von einem Bundesland auf einen Staat, oder von einem Staat auf weltweit gültige Normen. Er kann insbesondere dann auftreten, wenn die Ursprungsregion der strengen Vorschriften besonders einflussreich ist.
Die Bezeichnung „California-Effekt“ geht auf den Clean Air Act zurück, der 1970 im amerikanischen Bundesstaat Kalifornien verabschiedet wurde und strengere Vorschriften bezüglich der Autoabgasnormen vorschrieb als der Nationalstaat und jeder andere amerikanische Bundesstaat. Zwei Jahrzehnte später passte der Kongress der Vereinigten Staaten die nationalen Schadstoffnormen an das kalifornische Niveau an. Kaliforniens politische Schlagkraft und Marktgröße waren vermutlich wichtige Faktoren in der Fähigkeit des Bundesstaates, Gerichtsbarkeiten anderer Bundesstaaten und die des Nationalstaates zu beeinflussen.
In Anlehnung an den California-Effekt wird eine Angleichung von Gesetzen und Normen in Ländern außerhalb der EU an die Bestimmungen innerhalb der EU als Brüssel-Effekt bezeichnet.